# Enrico Mainardi
Enrico Mainardi (Milano, 19 maggio 1897 – Monaco di Baviera, 10 aprile 1976) è stato un violoncellista e compositore italiano.

## Biografia
Diplomatosi giovanissimo al Conservatorio di Milano, iniziò subito la carriera concertistica, sia come solista che in formazioni cameristiche, esibendosi insieme a interpreti prestigiosi quali Ernő Dohnányi, Ildebrando Pizzetti, Edwin Fischer e Carlo Zecchi.
Ha tenuto dal 1933 il corso di perfezionamento in violoncello all'Accademia di Santa Cecilia, svolgendo attività didattica anche all'estero a Berlino, Salisburgo e Lucerna.
Musicista completo, si è dedicato anche alla direzione d'orchestra (1952) e alla composizione, con una nutrita produzione cameristica in cui il violoncello recita un ruolo di primo piano.
Nel 1967 fonda un trio con Severino Gazzelloni e Guido Agosti.

## Opere
- Concerto per violoncello e archi (1966)
- Quartetto (1951)
- Sonata quasi fantasia per violoncello (1962)
- 6 Studi trascendentali (1923- 1953)